# Никифор I (митрополит Київський)
Ники́фор І (р. н. невід. — п. квітень 1121) — православний церковний діяч, митрополит Київський та всієї Руси (1103 — 21; за іншими даними, з 1104).

## Життєпис
Никифор I за походженням — грек із Сури Лівійської (у Малій Азії). Приїхав на Русь з благословення Константинопольського Патріарха. У Київ прибув 6 грудня 1104 (за іншими джерелами — 1103 року), а 18 грудня був призначений керувати Київською Митрополією.
Він був ученим і уважним до своєї справи Архіпастирем. При ньому Руська Церква прославилася декількома знаменнями, були перенесені в новий храм мощі благовірних князів Бориса й Гліба; відвідали Київ принесені із Цареграда мощі великомучениці Варвари.
Під час Київського повстання 1113 року брав участь у вирішенні питання про запрошення на великокнязівський престол переяславського князя Володимира Мономаха. Н. — автор творів «Послання до великого князя Володимира Мономаха про піст і стриманість від почуттів», «Повчання про піст до народу» та «Послання про латинян до великого князя Ярослава Святополчича». Послання є цінним історичним джерелом для характеристики внутрішньої політики Володимира Мономаха та його особи.
З тих відомостей про його пастирську діяльність, що збереглися, видно, що Митрополит Никифор ретельно дбав про благоустрій своєї пастви. Після нього збереглося кілька письмових послань і повчань. Тон його праць виявляє розумну й обережну людину, яка, повчаючи людей і вказуючи їм на пороки, водночас боїться образити кого-небудь і увійти в недружні стосунки.
У січні 1121 року Митрополит Никифор помер (у праці Митрополита Макарія Булгакова дата смерті — квітень 1121 року).